# Tommyknocker
Pour les articles homonymes, voir Tommyknocker (homonymie) et Marra.
Tommyknocker (de son vrai nom Tomasso Marra ; né le 20 janvier 1977 à Rome) est un producteur et DJ italien de mainstream hardcore.

## Biographie
Tomasso Marra est né à Rome, le 20 janvier 1977. Dès 1994, Tommyknocker commence sa carrière en tant que DJ dans certaines discothèques organisées à Rome, en Italie. Il commence sa carrière sous le nom de Tommyknocker dès 1995. Lors d'une entrevue, il déclare que « durant l'été 94, j'étais à une soirée privée et l'ambiance n'y était certainement pas hardcore, la musique y était commerciale et les gens y étaient quelconques. D'un coup, l'un de mes amis balance un son de Lenny Dee et DJ Paul… un son distordu de guitare et un sublime kick, je n'avais jamais entendu un tel son auparavant… dès lors tout a commencé. » À cette période, seules des raves illégales et soirées clandestines organisées dans des lieux déserts étaient capables de fournir un tel son à proximité de Rome. Dans une autre entrevue, il déclare s'être inspiré des premières raves en 1992 et d'artistes à notoriété nationale comme Freddy K., Mauro Tannino, Stefano Di Carlo, Paolo Zerla, et Luca Cucchetti.
Entre 1995 et 1997, il collabore avec Freddy K., et devient résident DJ de discothèques telles que 06 et Oxygen (premier club hardcore à Rome). En 1998, Tommyknocker compose ses propres titres, en 1999, son premier vinyle intitulé The Realm apparaît sur le label Traxtorm Records. Il a mixé dans plusieurs spectacles comme la Street Parade 2000 à Zurich. Les compositions qu'il produit ensuite durant sa carrière l'ont rendu populaire dans la scène gabber internationale.
En 2000, il monte un groupe de gabber nommé T-Factor, composé de deux artistes du label Traxtorm Records : Impulse Factory et Erick-S.X. Un nouvel album est tout de suite commercialisé, après la formation du groupe, et est intitulé How Many More Out There ?!. Grâce à ce titre, Tommyknocker gagne en notoriété à travers le monde. Il traverse le Canada, les Pays-Bas, la Suisse et l'Allemagne, pays dans lesquels il mixe régulièrement dans de célèbres soirées telles que Megarave, Streetparade and Energy, Thunderdome, Goliath, Army of Hardcore, et Masters of Hardcore. Tommyknocker fait désormais partie de la famille du label Traxtorm en mixant les nouveaux morceaux musicaux qui apparaissent mensuellement dans le label. En 2007, il fait paraître un mix avec DJ Mad Dog sur l'album Ground Zero 2007 - The Live DJ Sets, accueilli d'un 75 sur 100 sur Partyflock. En 2008, il fait paraître un mix pour l'album The Qontinent 2009, bien accueilli avec une note de 89 sur 100 sur Partyflock. En 2009, il décide de sortir un nouvel EP ainsi que d'autres vinyles, en collaboration avec d'autres artistes du label tels que The Stunned Guys. En 2004, son titre The Prophecy Unfold apparaît dans le treizième volet de la série de compilations britannique Bonkers.
En août 2010, l'EP intitulé Scream est commercialisé en collaboration avec Ian K, un MC originaire de Phoenix aux États-Unis. Le 23 avril 2012, la chaîne officielle YouTube du label Traxtorm Records diffuse trois extraits de son nouvel album T-2012 qui devrait paraître le 21 août 2012. Le premier titre de l'album, intitulé Supernatural, est créé en collaboration avec un autre artiste italien, The Wishmaster, avec lequel Tommy s'est lié d'amitié depuis 1995. Le deuxième titre éponyme, intitulé T-2012, s'inspire d'un de ses autres titres créé dix ans auparavant, et intitulé T-2002. Au début de juillet 2014, la chaîne officielle Traxtorm met en ligne quatre nouvelles vidéo d'un EP à venir, Before You Go, le 10 juillet 2014. 
En juillet 2016, Tomasso s'associe à Amnesys pour l'hymne officiel du festival Ground Zero. Au début de 2017, Tommyknocker effectue un set au festival Hardschok. Cette même année, ils publient un nouvel EP intitulé Fucked Up Music.

## Discographie
- 1999 : The Realm (avec MC Lob ; Traxtorm Records)
- 2001 : Fuck this Track Up (Impulse Records)
- 2001 : Volume on the Dancefloor (Traxtorm Records)
- 2002 : T-2002 (Traxtorm Records/Hard Traxx)
- 2002 : Clockwork (split avec DJ Mad Dog ; Traxtorm Records)
- 2003 : Showtime (Traxtorm Records)
- 2003 : Hardcore Takin' Over / Battle With the Mind (Remixes) (avec The Stunned Guys vs. Paul Elstak ; Total Hardcore Records)
- 2004 : Revolution (Traxtorm Records)
- 2004 : Danger Danger (avec Paul Elstak ; Offensive Records)
- 2004 : The Prophecy Unfolds (avec The viper ; Traxtorm Records)
- 2005 : Our Thing E.P. (The Stunned Guys et DJ Mad Dog ; Traxtorm Records)
- 2005 : Raving Nightmare - Nocturnal Rituals (The DJ Producer feat. MC Justice ; Underground House Movement)
- 2006 : Domination (Traxtorm Records)
- 2006 : Step Into our World (avec Unexist ; Traxtorm Records Sinful Edition)
- 2006 : Follow Me (avec Art of Fighters ; Traxtorm Records)
- 2006 : Traxtorm Revamped 007 - Tommyknocker Special Edition (Traxtorm Records Revamped)
- 2007 : Learn from the Pain (Traxtorm Records)
- 2007 : Twisted World (avec Sunbeam ; Traxtorm Records
- 2007 : Post Traumatic Stress (avec Tieum ; Traxtorm Records)
- 2009 : Criminal (Traxtorm Records)
- 2010 : Scream (feat. Ian K ; Traxtorm Records)
- 2012 : T-2012 (Traxtorm Records)
- 2014 : Before You Go (Traxtorm Records)
- 2016 : Blackout (Official Ground Zero Hardcore 2016 Anthem (avec Amnesys)
- 2016 : Your Betrayal (avec Art of Fighters)
- 2017 : Fucked Up Music (Traxtorm Records)